# Окулярник низинний
Окулярник низинний (Zosterops meyeni) — вид горобцеподібних птахів родини окулярникових (Zosteropidae). Мешкає на філіппінських і тайванських островах. Названий на честь німецького біолога Франца Меєна.

## Підвиди
Виділяють два підвиди:
- Z. m. batanis McGregor, 1907 — північні філіппінські острови, південні тайваньські острови;
- Z. m. meyeni Bonaparte, 1850 — північні і центральні Філіппіни.

## Поширення і екологія
Низинні окулярники мешкають на півночі Філіппін і на тайваньських островах Людао і Ланьюй. Вони живуть в рівнинних тропічних лісах, чагарникових заростях і садах.